# 岡村一成
岡村 一成（おかむら かずなり、1941年 - ）は、日本の心理学者。専門は、産業・組織心理学を中心とした応用心理学全般にわたる。
1965年、日本大学大学院文学研究科（修士課程）心理学専攻修了（文学修士）。富士短期大学教授、東京富士大学教授を経て、2005年、東京富士大学学長。2021年、瑞宝中綬章受章。
学外では、日本応用心理学会 理事・常任理事・理事長を歴任し、産業・組織心理学会では常任理事・副会長・会長、日本パーソナリティ心理学会理事を務めた。そのほか、日本心理学会、日本社会心理学会に所属した。

## 著書
- 『ゼロから学ぶ経営心理学』
- 『産業・組織心理学入門』
- 『心理学 -行動の科学-』